# Tuc Watkins
Tuc Watkins (Kansas City, Kansas, 2 september 1966) is een Amerikaanse film- en televisieacteur.
Hij groeide op in Kansas City als de zoon van fotografe en een verkoper. Na zijn middelbaar onderwijs ging hij naar de Universiteit van Indiana. In 1994 maakte hij zijn televisiedebuut in de soap One Life to Live. Hij verliet de show in 1996 en kreeg toen de rol van Malcolm Laffley in Beggars and Choosers, een rol die hij twee seizoenen zou spelen. Daarnaast speelde hij nog enkele bijrollen in onder andere General Hospital, The Mummy, Melrose Place, NYPD Blue en Six Feet Under. Van 2007 tot 2012 speelde hij Bob Hunter in Desperate Housewives.